# Joseph-Marie Perrin
Pour les articles homonymes, voir Perrin.
Michel Perrin, en religion le père Joseph-Marie Perrin, né le 30 juillet 1905 à Troyes, mort le 13 avril 2002 dans le 8e arrondissement de Marseille, est un prêtre dominicain et résistant français, titré Juste parmi les nations en 1999. Il est également connu pour avoir été le directeur spirituel de Simone Weil.

## Enfance et vocation
Il est le second fils d'Edmond Perrin, militaire de carrière, et de Germaine de la Boullaye. Il est le beau-frère du général Gaston Venot et l'oncle du professeur Alain Venot. En 1916, il apprend qu'il est atteint de rétinite pigmentaire et qu'il va devenir aveugle. Son frère aîné et une de ses sœurs sont atteints de la même maladie. Sa mère encourage ses enfants à apprendre le braille. Elle entre en contact avec l'Association Valentin Haüy et avec Pierre Villey, dont l'exemple encourage Michel à poursuivre ses études.
Il a déjà le désir de devenir prêtre. À l'occasion de la retraite pour sa communion solennelle il confie cette résolution à l'aumônier du collège. Celui-ci lui répond de ne plus y songer, car « la cécité est un obstacle infranchissable à l'ordination sacerdotale ». Quelque temps après, sa mère écrit à ce sujet au futur cardinal Jean Verdier, qui donne une réponse moins décourageante. Toujours grâce à sa mère, Michel entre en contact avec le père Bernadot et décide de devenir dominicain. Il entre au noviciat de Saint-Maximin en octobre 1922. Il fait sa profession solennelle le 2 septembre 1927, continue ses études, et se prépare à recevoir l'ordination. Comme le droit canonique de l'époque n'accepte pas l'ordination d'un aveugle, il doit obtenir une dispense du pape Pie XI. Il est finalement ordonné prêtre le Samedi saint 1929.

## Fondateur deCaritas Christi
Assigné au couvent de Marseille, il est notamment chargé de l'assistance aux étudiantes. Très actif en tant que confesseur, il consacre également beaucoup de temps à la prédication et devient supérieur de son couvent. Convaincu de l'importance du rôle des laïcs dans l'Église, le 4 août 1937 il fonde avec Juliette Molland l'Union missionnaire des petites sœurs de sainte Catherine de Sienne, qui deviendra plus tard l'Union Caritas Christi. Caritas Christi est érigée en institut séculier de droit diocésain le 6 décembre 1950, et en institut séculier de droit pontifical le 19 mars 1955. Le père Perrin fondera encore l'Association des prêtres de Caritas Christi (1961) et les Fraternités Caritas Christi (30 mars 1989).

## La résistance spirituelle
Dès 1937, suivant les directives de l'encyclique Mit brennender Sorge, les frères dominicains du couvent Saint-Lazare de Marseille s'appliquent à combattre le nazisme et l'antisémitisme. Ils organisent régulièrement des rencontres consacrées au dialogue entre juifs et chrétiens. La guerre venue, le père Perrin travaille à la diffusion clandestine des Cahiers du Témoignage chrétien. Avec les pères Ambroise Stève, Réginald de Parseval et Damien Boulogne, il organise la fuite de personnes menacées par les nazis. Nommé supérieur au couvent de Montpellier en 1942, il est arrêté par la Gestapo le 13 août 1943. Relâché, il doit bientôt se réfugier à Marseille, puis à Aix-en-Provence.

## Rencontre avec Simone Weil

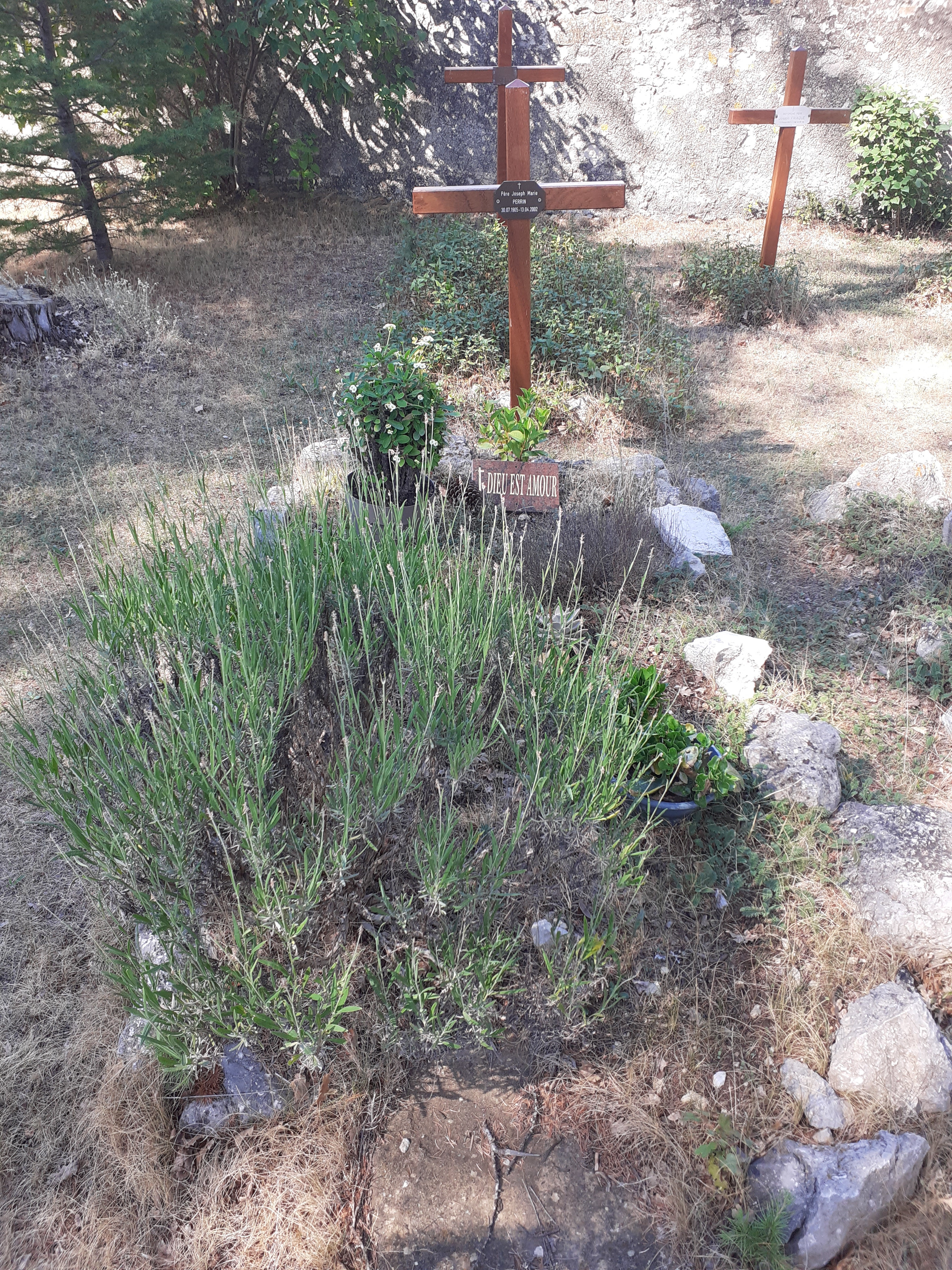
Tombe de Joseph-Marie Perrin dans le cimetière de l'Hostellerie de la Sainte-Baume.

En 1940, Hélène Honnorat informe le père Perrin que Simone Weil est à Marseille et qu'elle souhaite faire l'expérience du travail agricole. Le premier colloque entre Simone Weil et le père Perrin a lieu le 7 juin 1941. Il la met en contact avec Gustave Thibon, qui l'embauchera comme ouvrière agricole. Il lui fait également rencontrer le père Lebret, fondateur de la revue Économie et humanisme, et Jacques Loew. Elle prend part à la diffusion clandestine des Cahiers du Témoignage chrétien. Ils ont l'intention d'écrire ensemble un livre sur « les mystiques de toutes les religions », mais le projet n'aboutit pas. En quittant Marseille, elle lui laisse ses textes d'argument religieux. De Casablanca, où elle séjourne quelque temps dans un camp de réfugiés avant de partir pour les États-Unis, elle lui envoie encore un commentaire de textes pythagoriciens. Le père Perrin publiera ces textes dans Attente de Dieu et dans Intuitions pré-chrétiennes.
Le 8 mai 1979, le père Perrin offre à Jean-Paul II des autographes de Simone Weil.

## Juste parmi les nations
Le 2 août 1999, le comité Yad Vashem lui décerne le titre de Juste parmi les Nations. La médaille de Juste lui est remise le 10 février 2000,. Yad Vashem lui reconnait le sauvetage de plusieurs dizaines de juifs dont Johnny Friedländer, Dwora Joffe (née Friedman), Simon Ronai et Claude Spiero.

## Sources biographiques
- Camille Leca, Le père Joseph-Marie Perrin : un maître de sagesse, Perpignan, Éditions Artège, 2015, 234 p. (ISBN 978-2-36040-297-7)
- Domenico Canciani, « Marseille, la saison des amitiés: le père Perrin et Simone Weil, amis dans la vérité de Dieu », Cahiers Simone Weil, vol. 31, no 1,‎ mars 2008, p. 11-26 (ISSN 0181-1126)
- André-A. Devaux, « Joseph-Marie Perrin (30 juillet 1905-13 avril 2002), fils de saint Dominique et guide spirituel de Simone Weil », Cahiers Simone Weil, vol. 25, no 3,‎ septembre 2002, p. 255-266 (ISSN 0181-1126)
- Domenico Canciani (trad. de l'italien), L'intelligence et l'amour : réflexion religieuse et expérience mystique chez Simone Weil [« Tra sventura e bellezza »], Paris, Beauchesne, 2000, 222 p. (ISBN 2-7010-1404-2, lire en ligne)
- Joseph-Marie Perrin, Comme un veilleur attend l'aurore, Paris, Éditions du Cerf, coll. « Signatures », 1998, 182 p. (ISBN 2-204-05861-0)
- Régine Pernoud, Histoire et lumière, Paris, Éditions du Cerf, coll. « Paroles pour vivre », 1998, 99 p. (ISBN 2-204-05932-3)
- Malou Blum, Le choix de la résistance, Paris, Éditions du Cerf, coll. « L'Histoire à vif », 1998, 147 p. (ISBN 2-204-05734-7)
- Gabriella Fiori, Simone Weil : une femme absolue, Paris, Éditions du Félin, coll. « Les hommes de connaissance », 1987, 243 p. (ISBN 2-86645-025-6)